# 相模国準四国八十八箇所

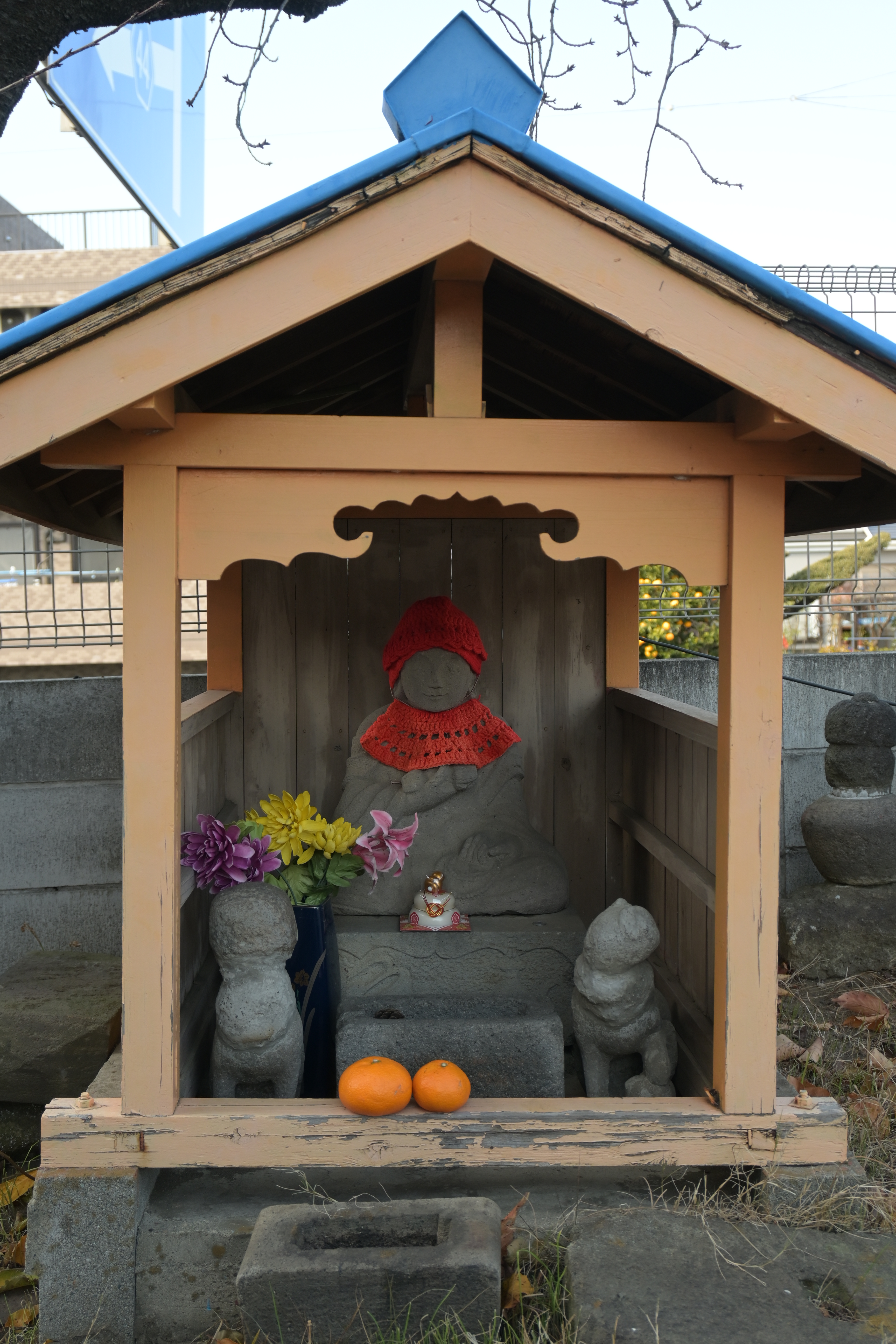
45番札所（四ツ谷不動）の大師堂

相模国準四国八十八箇所（さがみのくにじゅんしこくはちじゅうはっかしょ）は、神奈川県藤沢市、鎌倉市、茅ヶ崎市、高座郡寒川町、横浜市泉区にある88か所の札所によって構成される四国八十八箇所の写し霊場。札所には高さ50センチメートルほどの弘法大師石像が祀られている。

## 歴史
相模国高座郡鵠沼村の浅場太郎右衛門の父は、下総国相馬郡を旅した折に、老若男女が八十八ヶ所霊場を巡拝しているのを見て相模国にも霊場を作ることを思い立つ。父は文化2年（1805年）に死去し、子の浅場太郎右衛門は普門寺住職の善応に霊場開設の相談をする。文化14年（1817年）に善応は弟子で大東観音堂庵主の浄心を四国に送り、八十八箇所霊場の砂を持ち帰らせる。79番の大東観音堂跡には、「百番供養塔 四国八十八ヶ所 干時文化十四丁丑孟冬建之 願主浄心」と刻まれた石塔が残されている。
文政3年（1820年）から翌年にかけて大師石像が作られ、霊場の砂を埋めた上に安置された。石像の台石には年号の刻まれたものがあり、文政3年が20基、文政4年が9基である。この頃に霊場がほぼ完成したと考えられる。宗派別の札所数は、真言宗46か所、曹洞宗12か所、浄土宗10か所、その他17か所であった。文政5年（1822年）には普門寺によって「相模国準四国八十八箇所」が上梓されている。
文政10年（1827年）3月には総高2.23メートルの光明真言供養塔が講中によって普門寺に造立される。塔身の全面には「南無大師遍照金剛」「准四國八十八 箇所供養塔」などが刻まれ、右側面には浅場太郎右衛門の撰文による準四国八十八箇所霊場の由緒が刻まれている。同年8月に浅場太郎右衛門は死去する。感応院の霊名簿には「鵠沼村堀川浅場太郎右衛門事 八十八箇所建立之発願主也」と記されている。

## 札所
札所は藤沢市に41か所、鎌倉市に12か所、茅ヶ崎市に24か所、高座郡寒川町に10か所、横浜市泉区に1か所ある。開設時と現在の札所は以下の通り。
| 番 | 札所          | 札所     | 現札所       | 現札所 | 現札所                   |
| 番 | 旧地名        | 名称     | 名称         | 宗派   | 所在地                   |
| -- | ------------- | -------- | ------------ | ------ | ------------------------ |
| 1  | 藤沢宿 大鋸町 | 感応院   | 感応院       | 真言宗 | 藤沢市大鋸二丁目         |
| 2  | 大庭村        | 千手院   | 共同墓地     |        | 藤沢市大庭               |
| 3  | 辻堂村        | 宝泉寺   | 宝泉寺       | 真言宗 | 藤沢市辻堂元町三丁目     |
| 4  | 藤沢宿        | 荘厳寺   | 荘厳寺       | 真言宗 | 藤沢市本町四丁目         |
| 5  | 鵠沼村 原     | 地蔵堂   | 原地蔵堂     |        | 藤沢市本鵠沼二丁目       |
| 6  | 大塚村        | 安楽寺   | 安楽寺       | 真言宗 | 高座郡寒川町岡田         |
| 7  | 小和田村      | 弥陀堂   | 地蔵堂       |        | 茅ヶ崎市代官町           |
| 8  | 小和田村      | 広徳寺   | 広徳寺       | 真言宗 | 茅ヶ崎市小和田一丁目     |
| 9  | 辻堂村        | 宝珠寺   | 宝珠寺       | 真言宗 | 藤沢市辻堂元町二丁目     |
| 10 | 藤沢宿        | 荘厳寺   | 荘厳寺       | 真言宗 | 藤沢市本町四丁目         |
| 11 | 辻堂村 堂面   | 弥陀堂   | 東堂面弥陀堂 |        | 藤沢市辻堂元町三丁目     |
| 12 | 藤沢宿 舟久保 | 不動院   |              |        | 藤沢市大鋸二丁目         |
| 13 | 寺分村        | 東光寺   | 東光寺       | 真言宗 | 鎌倉市寺分一丁目         |
| 14 | 大曲村        | 地蔵堂   | 共同墓地     |        | 高座郡寒川町大曲一丁目   |
| 15 | 岡田村        | 東覚寺   | 円蔵寺       | 真言宗 | 茅ヶ崎市十間坂一丁目     |
| 16 | 宮前村        | 徳寿院   | 徳寿院跡     |        | 藤沢市宮前               |
| 17 | 片瀬村        | 密蔵寺   | 密蔵寺       | 真言宗 | 藤沢市片瀬三丁目         |
| 18 | 関谷村        | 地蔵堂   | 関谷地蔵堂   | 浄土宗 | 鎌倉市城廻               |
| 19 | 円蔵村        | 輪光寺   | 輪光寺       | 真言宗 | 茅ヶ崎市円蔵             |
| 20 | 堤村          | 地蔵堂   | 堤地蔵堂     |        | 茅ヶ崎市堤               |
| 21 | 梶原村        | 等覚寺   | 等覚寺       | 真言宗 | 鎌倉市梶原一丁目         |
| 22 | 菱沼村        | 長福寺   | 長福寺       | 真言宗 | 茅ヶ崎市松林三丁目       |
| 23 | 藤沢宿        | 常福寺   | 感応院       | 真言宗 | 藤沢市大鋸二丁目         |
| 24 | 小和田村      | 千手院   | 千手院       | 真言宗 | 茅ヶ崎市代官町           |
| 25 | 鵠沼村 浜道   | 地蔵堂   | 浜道地蔵堂   |        | 藤沢市鵠沼海岸七丁目     |
| 26 | 引地村        | 養命寺   | 養命寺       | 曹洞宗 | 藤沢市城南四丁目         |
| 27 | 手広村        | 青蓮寺   | 青蓮寺       | 真言宗 | 鎌倉市手広               |
| 28 | 円蔵村        | 大日堂   | 真光寺       | 真言宗 | 茅ヶ崎市円蔵二丁目       |
| 29 | 腰越村        | 浄泉寺   | 浄泉寺       | 真言宗 | 鎌倉市腰越二丁目         |
| 30 | 大庭村        | 宗賢院   | 宗賢院       | 曹洞宗 | 藤沢市大庭               |
| 31 | 町屋村        | 泉光院   | 泉光院       | 真言宗 | 鎌倉市上町屋             |
| 32 | 町屋村        | 泉光院   | 泉光院       | 真言宗 | 鎌倉市上町屋             |
| 33 | 折戸村        | 深正寺   | 藤沢霊園     |        | 藤沢市城南一丁目         |
| 34 | 大庭村        | 成就院   | 成就院       | 真言宗 | 藤沢市大庭               |
| 35 | 甘沼村        | 成就院   | 成就院       | 真言宗 | 茅ヶ崎市甘沼             |
| 36 | 赤羽根村      | 満蔵寺   | 西光寺       |        | 茅ヶ崎市赤羽根           |
| 37 | 石川村        | 自性院   | 自性院       | 浄土宗 | 藤沢市石川               |
| 38 | 柳島村        | 善福寺   | 善福寺       | 真言宗 | 茅ヶ崎市柳島一丁目       |
| 39 | 柳島村        | 地蔵院   | 善福寺       | 真言宗 | 茅ヶ崎市柳島一丁目       |
| 40 | 津村          | 宝善院   | 宝善院       | 真言宗 | 鎌倉市腰越五丁目         |
| 41 | 鵠沼村        | 稲荷社   | 苅田稲荷社   |        | 藤沢市本鵠沼五丁目       |
| 42 | 下町屋村      | 梅雲寺   | 梅雲寺       | 浄土宗 | 茅ヶ崎市下町屋二丁目     |
| 43 | 片瀬村        | 泉蔵寺   | 泉蔵寺       | 真言宗 | 藤沢市片瀬二丁目         |
| 44 | 赤羽根村      | 宝積寺   | 宝積寺       | 曹洞宗 | 茅ヶ崎市赤羽根           |
| 45 | 四谷 追分     | 不動尊   | 八坂神社     |        | 藤沢市城南五丁目         |
| 46 | 円行村        | 青雲寺   | 雲昌寺       | 曹洞宗 | 藤沢市亀井野             |
| 47 | 鵠沼村        | 普門寺   | 普門寺       | 真言宗 | 藤沢市本鵠沼五丁目       |
| 48 | 鵠沼村        | 法照寺   | 法照寺       | 浄土宗 | 藤沢市鵠沼神明二丁目     |
| 49 | 南湖          | 金剛院   | 金剛院       | 真言宗 | 茅ヶ崎市南湖一丁目       |
| 50 | 腰越          | 満福寺   | 満福寺       | 真言宗 | 鎌倉市腰越二丁目         |
| 51 | 円行村        | 八幡社   | 法泉寺       |        | 藤沢市亀井野             |
| 52 | 羽鳥村        | 天神山   | 汲田墓地     |        | 藤沢市羽鳥三丁目         |
| 53 | 高谷村        | 弥陀堂   | 村岡御堂     |        | 藤沢市村岡東三丁目       |
| 54 | 一之宮村      | 景観寺   | 景観寺       | 天台宗 | 高座郡寒川町一之宮一丁目 |
| 55 | 香川村        | 玄珊寺   | 玄珊寺       | 曹洞宗 | 茅ヶ崎市香川二丁目       |
| 56 | 鵠沼村 堀川   | 地蔵堂   | 堀川地蔵堂   |        | 藤沢市鵠沼海岸七丁目     |
| 57 | 浜之郷村      | 八幡宮   | 龍前院       | 曹洞宗 | 茅ヶ崎市浜之郷           |
| 58 | 藤沢宿 砂山   | 観音堂   | 金砂山観音堂 |        | 藤沢市藤沢               |
| 59 | 飯田村        | 東泉寺   | 東泉寺       | 曹洞宗 | 横浜市泉区下飯田町       |
| 60 | 藤沢宿        | 金剛院   | 稲荷社       |        | 藤沢市藤沢               |
| 61 | 矢畑村        | 長善寺   | 長善寺       | 真言宗 | 茅ヶ崎市矢畑             |
| 62 | 宮山村        | 薬王寺   | 西善院       | 真言宗 | 高座郡寒川町宮山         |
| 63 | 鵠沼村        | 毘沙門堂 | 共同墓地     |        | 藤沢市鵠沼神明三丁目     |
| 64 | 大蔵村        | 弥陀堂   | 共同墓地     |        | 高座郡寒川町大蔵         |
| 65 | 宮原村        | 観蔵寺   | 観蔵寺       | 真言宗 | 藤沢市宮原               |
| 66 | 亀井野村      | 雲昌寺   | 雲昌寺       | 曹洞宗 | 藤沢市亀井野             |
| 67 | 松尾村        | 善性寺   | 善性寺       | 真言宗 | 茅ヶ崎市松尾三丁目       |
| 68 | 藤沢宿        | 壁土山   | 真源寺       | 浄土宗 | 藤沢市本町三丁目         |
| 69 | 稲荷村        | 本願寺   | 本願寺       | 浄土宗 | 藤沢市稲荷一丁目         |
| 70 | 茅ヶ崎村      | 観音堂   | 本村観音堂   | 真言宗 | 茅ヶ崎市本村五丁目       |
| 71 | 岡田村        | 観護寺   | 安楽寺       | 真言宗 | 高座郡寒川町岡田         |
| 72 | 西久保村      | 宝生寺   | 宝生寺       | 真言宗 | 茅ヶ崎市西久保           |
| 73 | 宮山村        | 神照寺   | 西善院       | 真言宗 | 高座郡寒川町宮山         |
| 74 | 川名村        | 地蔵堂   | 神光寺       | 真言宗 | 藤沢市川名               |
| 75 | 岡田村        | 宝塔院   | 安楽寺       | 真言宗 | 高座郡寒川町岡田         |
| 76 | 茅ヶ崎村      | 円蔵寺   | 円蔵寺       | 真言宗 | 茅ヶ崎市十間坂一丁目     |
| 77 | 赤羽根村      | 西光寺   | 西光寺       | 浄土宗 | 茅ヶ崎市赤羽根           |
| 78 | 羽鳥村        | 徳昌院   | 汲田墓地     |        | 藤沢市羽鳥三丁目         |
| 79 | 鵠沼村        | 東観音堂 | 大東町内会館 |        | 藤沢市本鵠沼二丁目       |
| 80 | 手広村        | 宝積院   | 江の島岩屋   |        | 藤沢市江の島二丁目       |
| 81 | 寺尾村        | 白峰寺   | 白峰寺       | 曹洞宗 | 茅ヶ崎市下寺尾           |
| 82 | 大庭村        | 観音堂   | 民家         |        | 藤沢市大庭               |
| 83 | 一之宮村 城山 | 地蔵堂   | 南泉寺       | 真言宗 | 高座郡寒川町一之宮一丁目 |
| 84 | 辻堂村        | 宝泉寺   | 宝泉寺       | 真言宗 | 藤沢市辻堂元町三丁目     |
| 85 | 藤沢宿 台     | 観音堂   | 真源寺       | 浄土宗 | 藤沢市本町三丁目         |
| 86 | 南湖          | 西運寺   | 西運寺       | 浄土宗 | 茅ヶ崎市南湖二丁目       |
| 87 | 大庭村        | 泉秋寺   | 泉秋寺       | 曹洞宗 | 藤沢市大庭               |
| 88 | 鵠沼村        | 普門寺   | 普門寺       | 真言宗 | 藤沢市本鵠沼五丁目       |

## ギャラリー

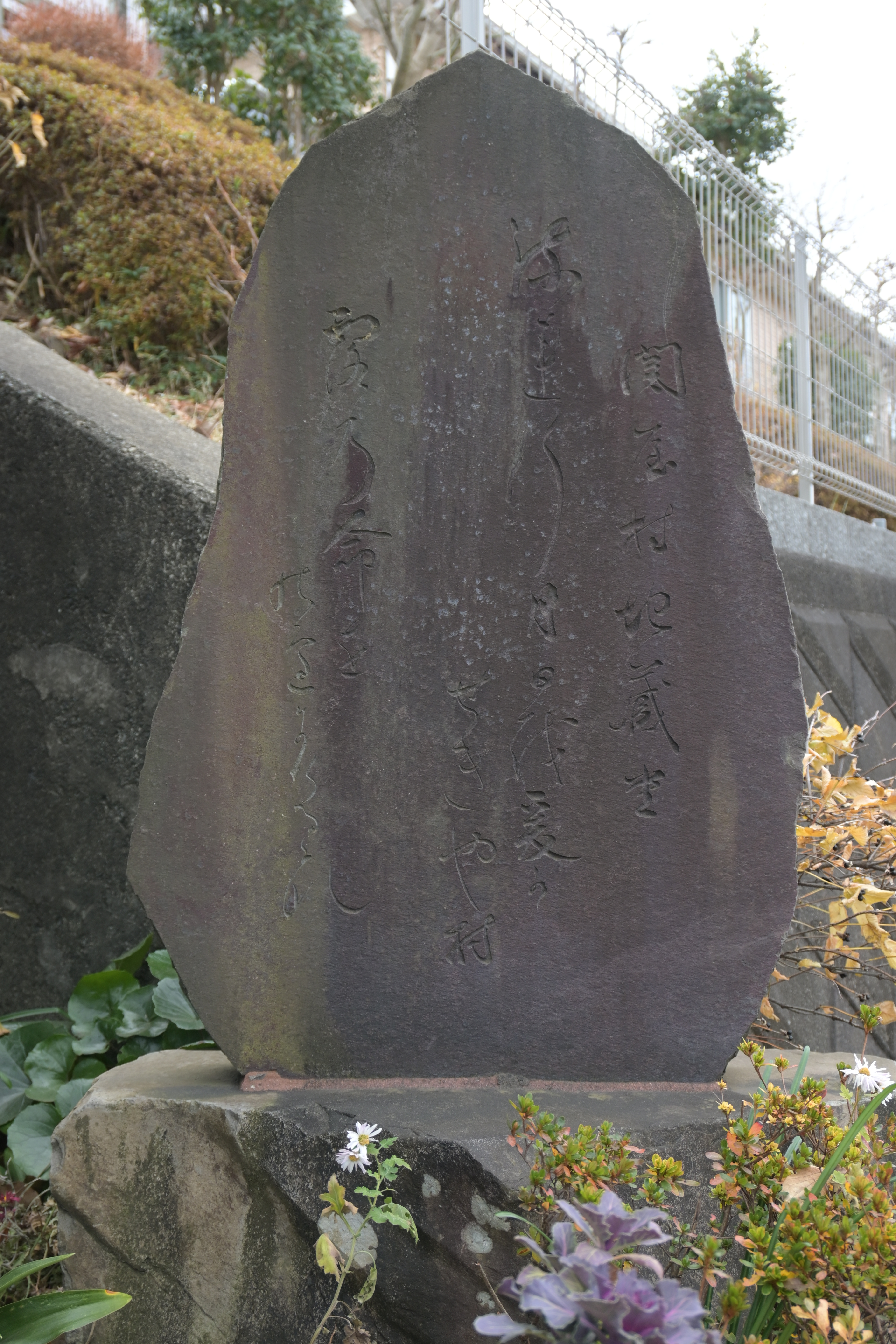
18番 関谷地蔵堂の御詠歌の歌碑[注 3]
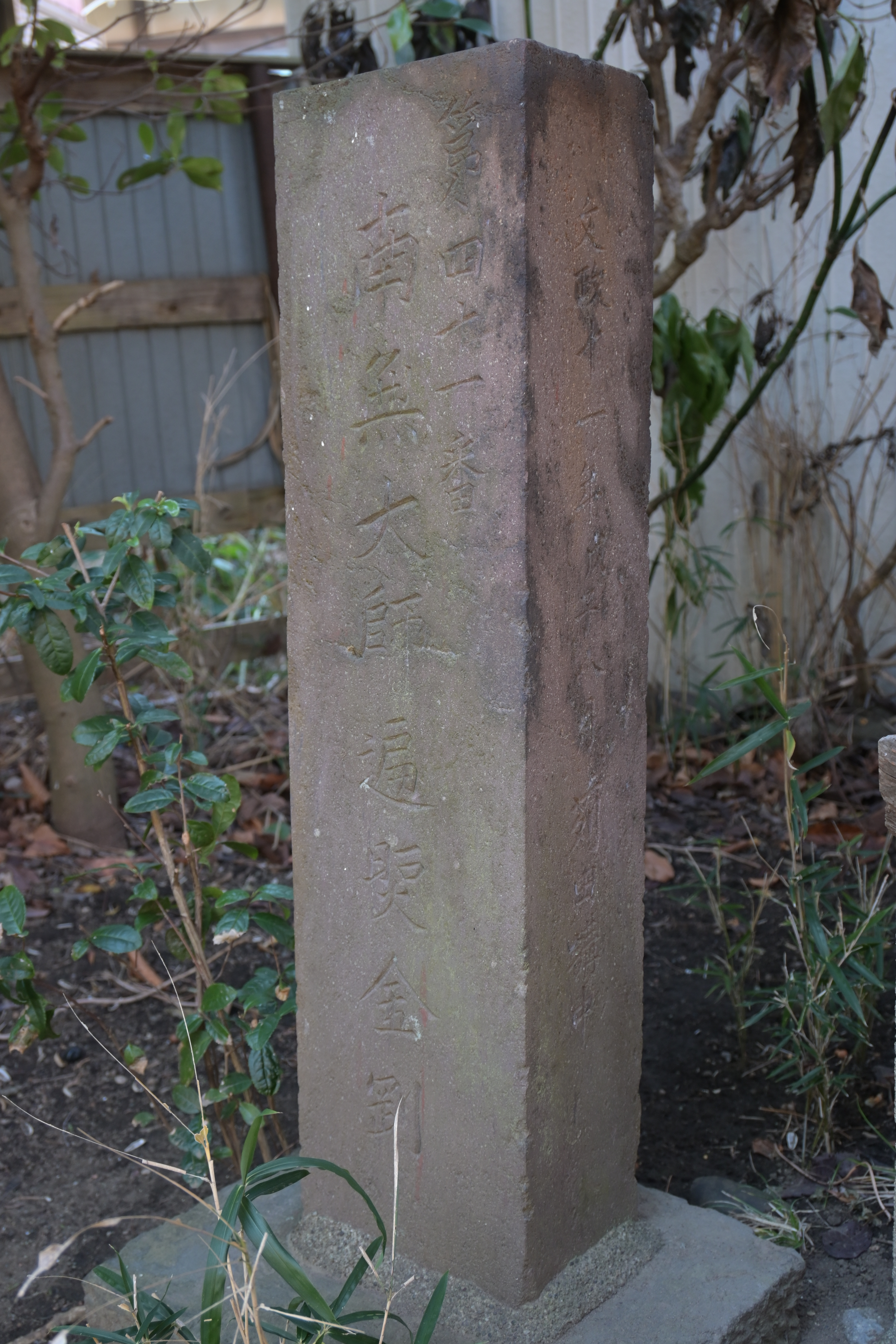
41番 苅田稲荷社の札所碑（文政11年[16]）
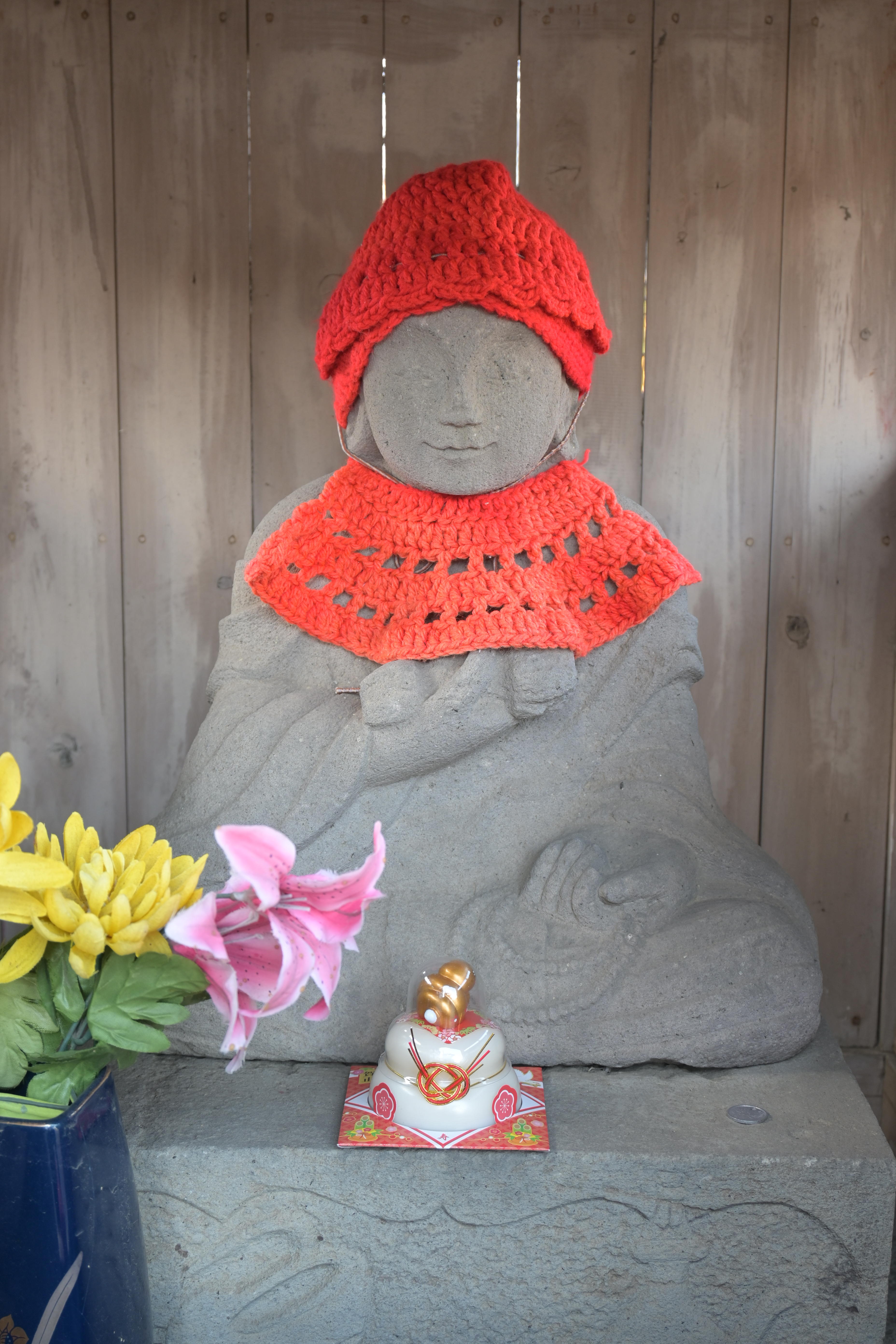
45番 四ツ谷不動（八坂神社）の弘法大師石像
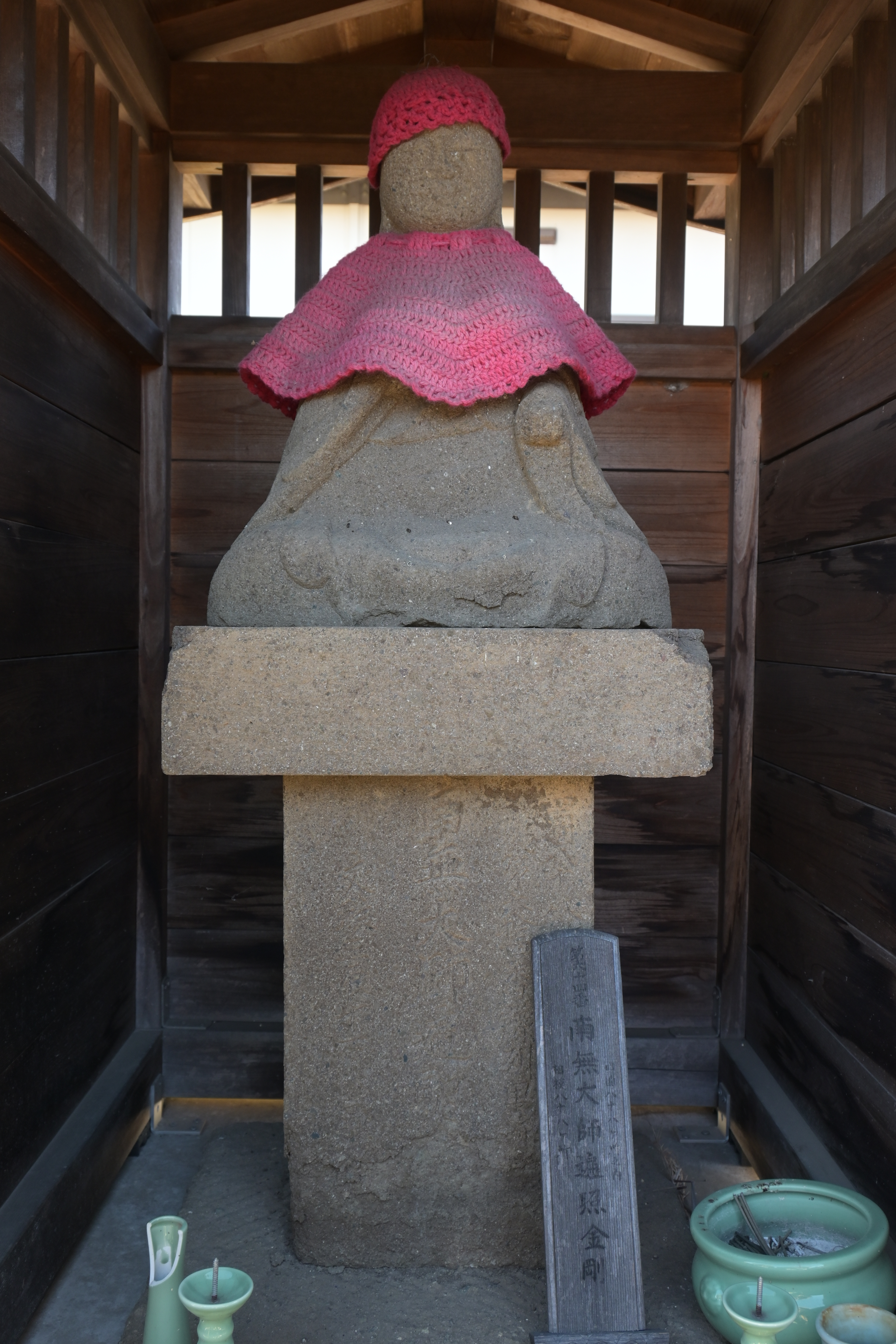
64番 阿弥陀堂跡の弘法大師石像（文政3年[17]）
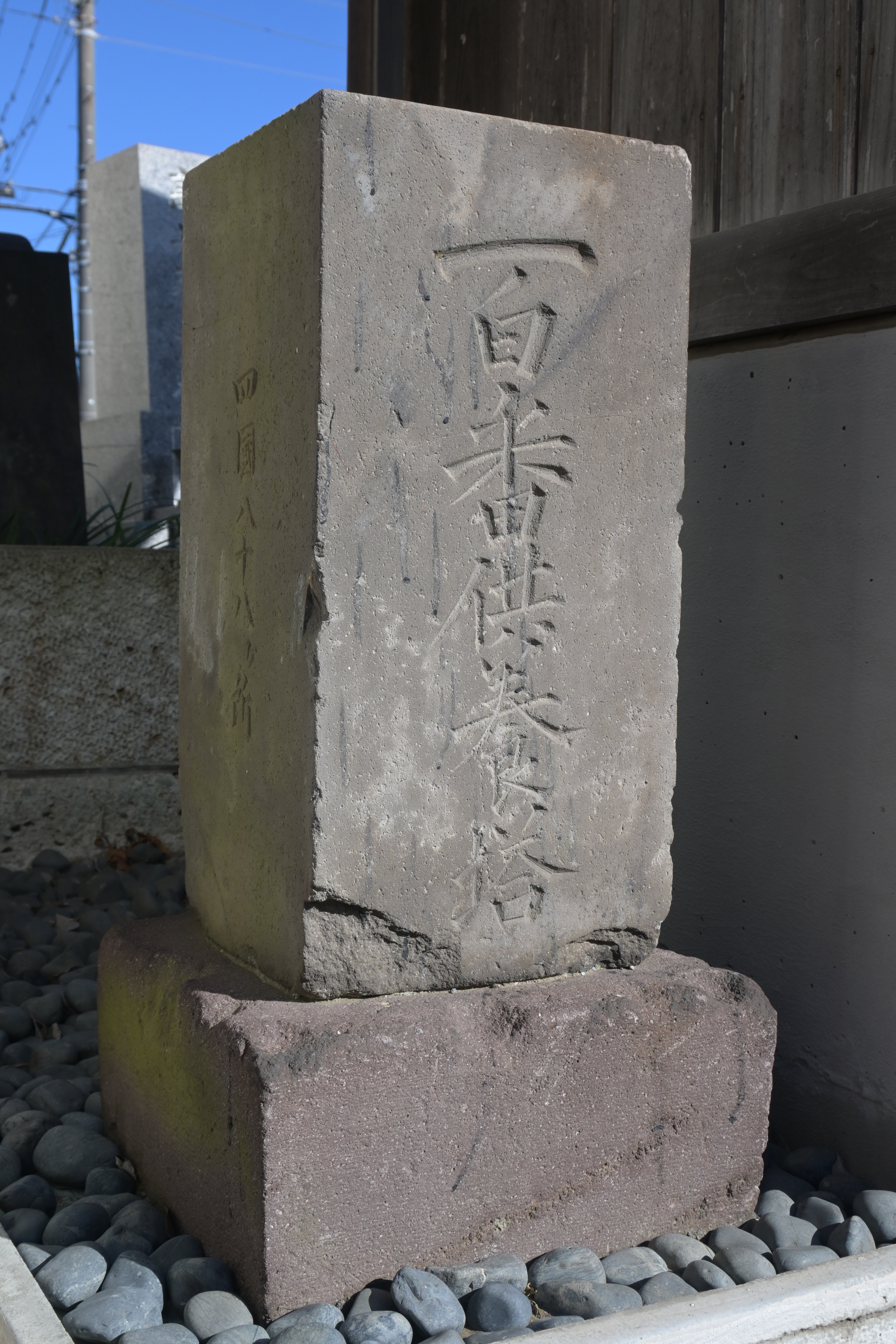
79番 大東観音堂跡の百番供養塔（文化14年 願主浄心[6]）